# Leukoma
Leukoma је род морских шкољки из породице Veneridae. Још у праисторији шкољке овог рода коришћене су за људски исхрану.

## Врсте
Према WoRMS
- прихваћена као
- прихваћена као
- прихваћена као